# Манту, Поль Жозеф
По́ль Жо́зеф Манту́ (фр. Paul Joseph Mantoux) (14 апреля 1877, Париж — 14 декабря 1956, Париж) — французский историк, сотрудник аппарата Лиги Наций.

## Карьера
С 1913 года  — профессор Лондонского университета.
Во время Первой мировой войны — секретарь-переводчик Верховного военного совета союзников, по окончании войны — Парижской мирной конференции.
В 1920—1927 годах — директор политической секции Секретариата Лиги Наций.
С 1927 года — директор созданного Рокфеллером Института интернациональных исследований (Женева).
С 1934 года — профессор Национальной консерватории искусств и ремёсел (Париж) и член Бюро социальных исследований, основанного секретарём Всеобщей конфедерации труда Леоном Жуо по образцу Бюро социальных исследований Бельгийской рабочей партии.

## Авторство
Автор трудов о промышленном перевороте в Великобритании (La revolution industrielle au 18 siecle. — P., 1906; 2-е изд., 1927. Рус. пер.: М.—Л., 1925; 2-е изд. — M., 1937) и совместно с М. Альфасса — о тред-юнионизме (La crise du trade-unionisme. — P., 1903).